# Aqua-Line Bahía de Tokio
La vía Aqua-Line Bahía de Tokio consiste en un túnel submarino que discurre por debajo de la bahía de Tokio y un puente, que une Kawasaki, en la prefectura de Kanagawa con Kisarazu, en la prefectura de Chiba, al extremo opuesto de la bahía de Tokio. 

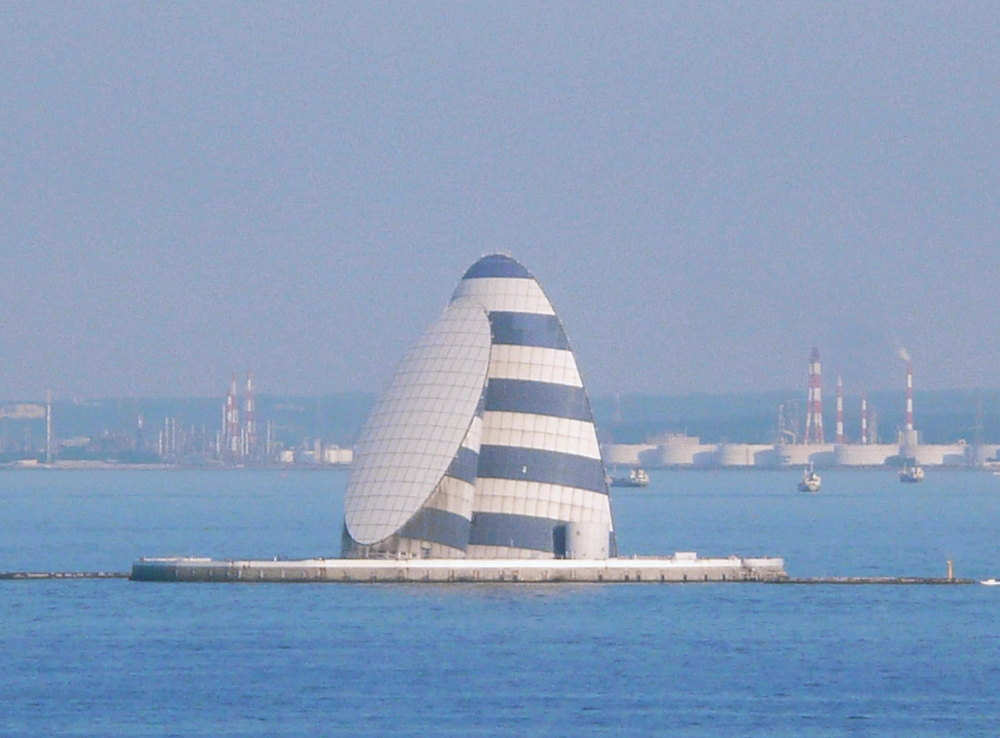
La torre de viento

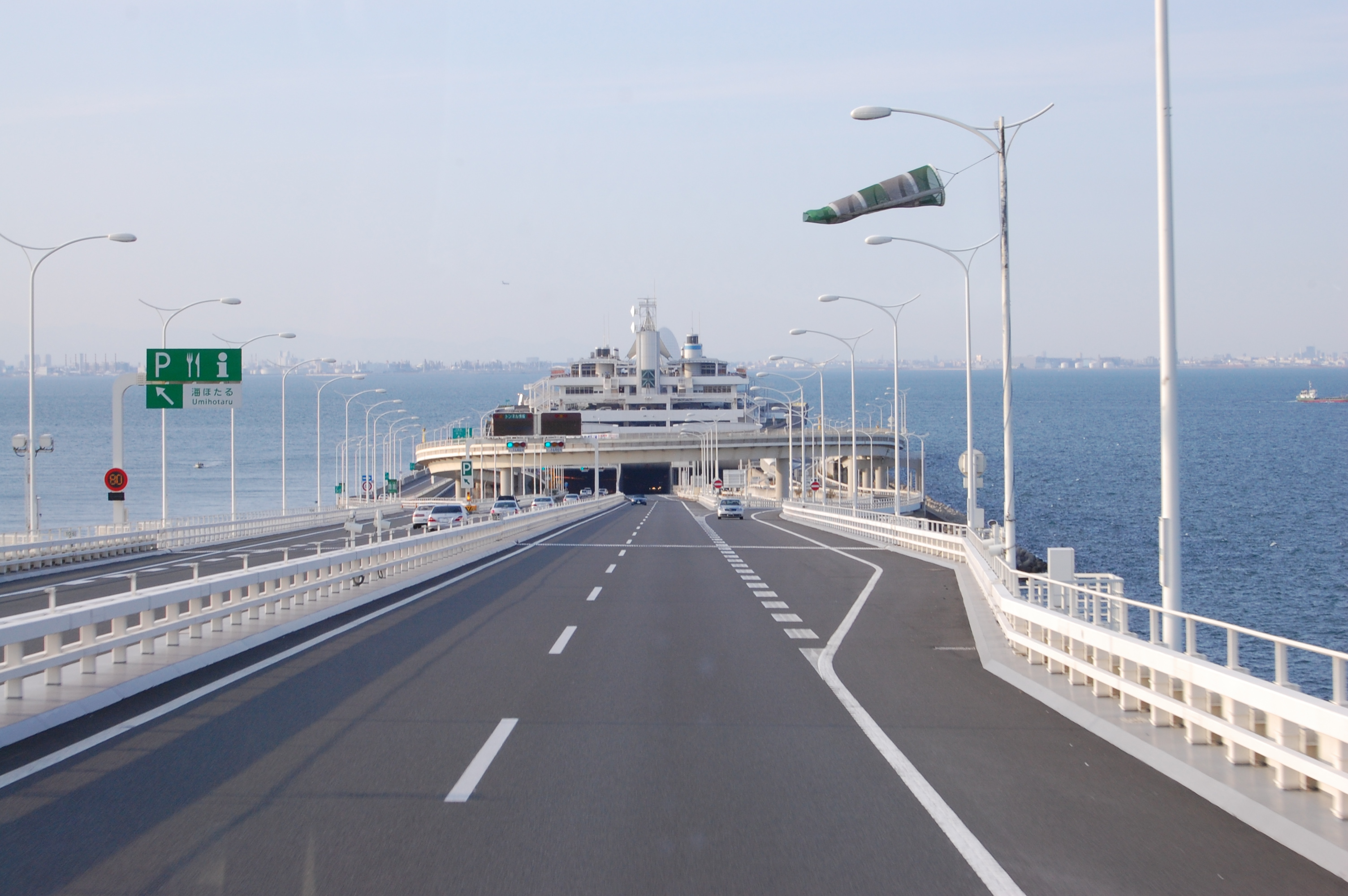
Umihotaru

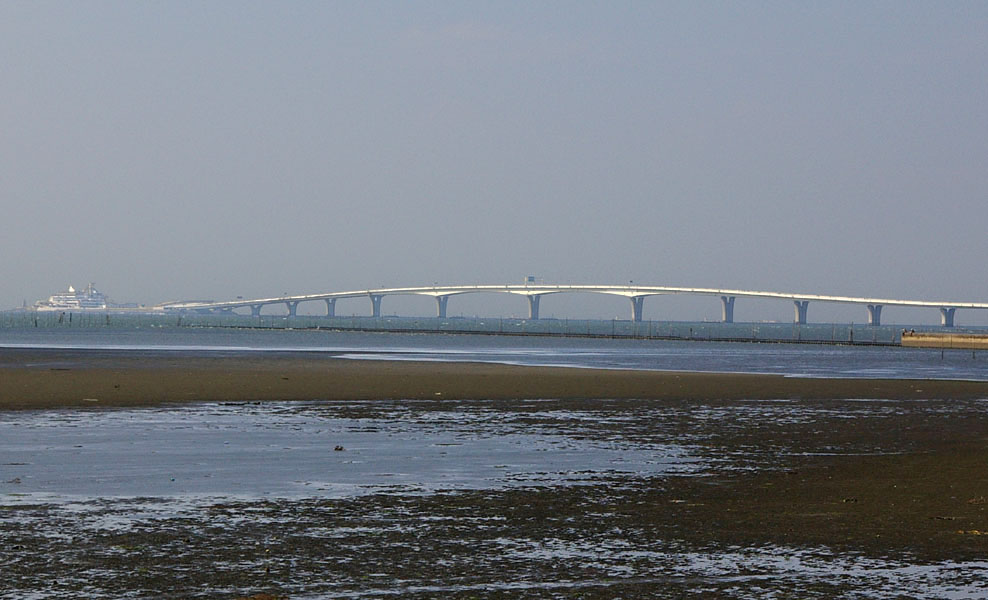
Imagen del puente, desde la ciudad de Kisarazu.

La autopista que se conoce también con el nombre de CA, tiene una longitud total de 23,7 km y es por donde transcurre (o conecta a ambos extremos de la bahía) la Carretera Nacional 409, cruzando la bahía por Aqua-Line Bahía de Tokio. 15,1 km corresponden al túnel y puente propiamente dichos, aproximadamente 2/3 son del túnel submarino y 1/3 son del puente. Su construcción costó 11 077 millones de dólares. Fue inaugurado el 18 de diciembre de 1997. En 2004, la tarifa de un vehículo privado era de 3000 yenes, tarifa que fue rebajada a 2000 yenes a finales de marzo de 2005.

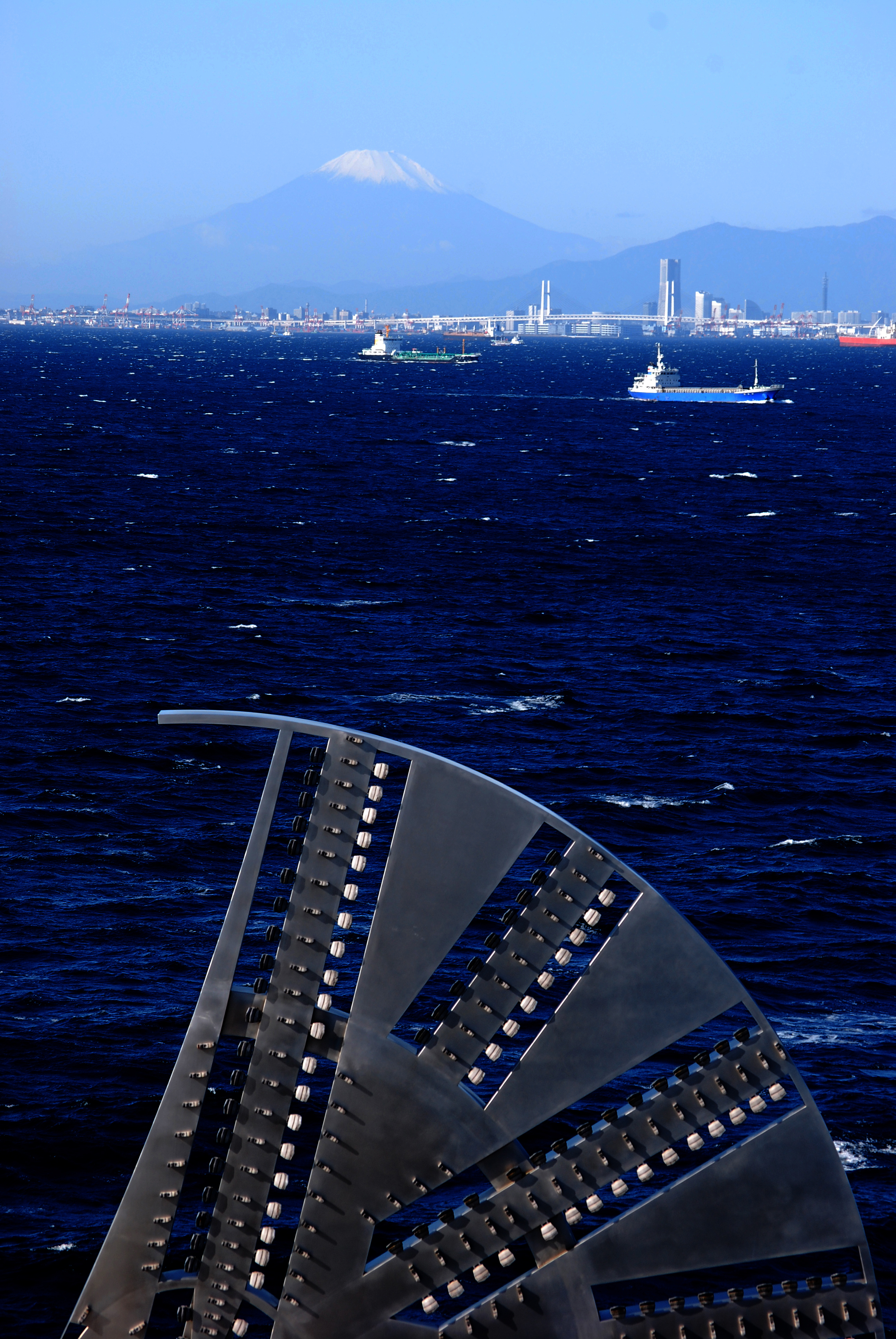
Vista del monte Fuji y de la ciudad de Yokohama desde el Umihotaru

En la unión entre el túnel submarino y el puente existe una isla artificial llamada Umihotaru, que es un lugar de descanso (área de parqueo) y mirador. Desde el Umohotaru, se puede observar la bahía de Tokio y las ciudades que están a orillas de esa bahía, como Tokio, Yokohama, Kawasaki,  Chiba, etcétera. También en días despejados y con buena visibilidad, se pueden observar el monte Fuji y el monte Tsukuba.
Aqua-Line Bahía de Tokio cuenta además con otra isla artificial que es un respiradero del túnel submarino, y es conocida con el nombre de Torre de viento (風の塔 Kaze no tō).
 |

## Intercambiadores y características
- IC - Intercambiador, SIC - Intercambiador smart,[1] JCT - Cruce intercambiador, PA - Área de parqueo, SA - Área de servicio, BS - Parada de bus, TN - Túnel, BR - Puente, TB - Peaje.[2]

| N.º      | Dist. desde Origen | Nombre                                                      | Conexiones                                                                                      | BS | Notas | Localización | Localización |
| -------- | ------------------ | ----------------------------------------------------------- | ----------------------------------------------------------------------------------------------- | -- | --- | ------------ | ------------ |
| 1 IC/JCT | 0.0                | IC Ukishima (浮島IC) JCT Kawasaki Ukushima (川崎浮島JCT)    | Ruta Bayshore K6 - Ruta Kawasaki (Autopista Shuto) Ruta Nacional 409                            |    | | Kawasaki     | Kanagawa     |
| TN       |                    | Túnel Aqua-Line Bahía de Tokio (東京湾アクアトンネル)       |                                                                                                 |    | Longitud del túnel de 9.610 m Prohibición de tráfico de vehículos peligrosos Torre de viento (風の塔 Kaze no tō): isla artificial Kawasaki en casi el punto medio del túnel | Kawasaki     | Kanagawa     |
| PA       | 9.8                | Área de parqueo Umihotaru (海ほたるPA)                      |                                                                                                 | O  | Luciérnega de mar (海ほたる Umihotaru): isla artificial Kisarazu, es posible regresarse a Kawasaki por el túnel o seguir a través del puente a Kisarasu                     | Kisarazu     | Chiba        |
| BR       |                    | Puente Aqua-Line Bahía de Tokio (東京湾アクア橋)            |                                                                                                 |    | Longitud aprox. del puente de 4500 m | Kisarazu     | Chiba        |
| 2 TB/IC  | 15.1               | Peaje Kisarazu (木更津TB) IC Kisarazu Kaneda (木更津金田IC) | Ruta Nacional 409                                                                               |    | | Kisarazu     | Chiba        |
| 3 IC     | 19.0               | IC Sodegaura (袖ケ浦IC)                                     | Ruta Nacional 409 Ruta Nacional 410 Ruta Nacional 16                                            | O  | | Sodegaura    | Chiba        |
| - JCT    | 22.2               | JCT Kisarazu Nishi (木更津西JCT)                            | Ruta Nacional 409                                                                               |    | | Kisarazu     | Chiba        |
| 16 JCT   | 23.7               | JCT Kisarazu (木更津JCT)                                    | Ruta Nacional 409 E14 Tateyama Expressway Ken-Ō Expressway (Metropolitan Inter-City Expressway) |    | | Kisarazu     | Chiba        |